# RISAT-2
RISAT-2, o Radar Imaging Satellite 2 è un satellite a riconoscimento radar indiano che è stato lanciato con successo dal Centro spaziale Satish Dhawa il 20 aprile 2009, facente parte del programma RISAT.
La navicella spaziale è stata costruita dalla Israel Aerospace Industries basandosi sul TecSAR lanciato nel 2008.

## Capacità tecniche
RISAT-2 è il primo satellite indiano con un'apertura radar sintetica. Ha capacità di monitoraggio giorno-notte con tutti i tempi atmosferici,
Può tracciare le navi in mare che potrebbero costituire una minaccia militare.